# Sport Club República
O Sport Club República foi um clube brasileiro de futebol, da cidade de Salvador, capital do estado da Bahia. Suas cores eram verde e amarelo.

## História
O Sport Club República teve 2 participações no Campeonato Baiano de Futebol.
Venceu o campeonato em 1916 após ter feito uma ótima campanha, sendo esse seu único título.
Sua segunda e última participação foi em 1917 onde ficou em 4° lugar.

## Títulos
| Estaduais | Estaduais         | Estaduais | Estaduais  |
|           | Competição        | Títulos   | Temporadas |
|           | Campeonato Baiano | 1         | 1916       |
| --------- | ----------------- | --------- | ---------- |